# Мирјана Марић (шахисткиња)
Мирјана Марић (Њујорк, 10. јануар 1970) је српски шаховски велемајстор.

## Каријера
Мирјана Марић је постала међународни мајстор шаха 1988. а велемајстор 1992. године.
Мирјана је рођена у Њујорку, док је њен отац радио у Уједињеним Нацијама. Шах је научила са четири године, заједно са 20 минута старијом сестром близнакињом Алисом Марић. Алиса и Мирјана су једине близнакиње са велемајсторским титулама у историји модерног шаха.
У раном детињству је поделила 1-3 место на Светском омладинском шаховском првенству за узраст до 16 година у Француској 1984. На истом такмичењу у Израелу 1985. је победила и освојила златну медаљу.
Марић је два пута била првакиња Југославије у шаху. Делила је прво место са Сузаном Максимовић 1991. а сама је победила 1993. За Југославију је играла три пута на шаховским олимпијадама: у Новом Саду 1990. (2. тим), у Москви 1994. и Јеревану 1996.
У циклусима Светског првенства играла је на међузонским турнирима у Суботици 1991. и Џакарти 1993.
Дипломирала је математику на Универзитету у Београду и удала се за интернационалног мајстора Зорана Стаменковића. После 2000. године Мирјана Марић је играла повремено, углавном у екипним такмичењима. После дуже паузе играла је на женском првенству Србије у Панчеву 2007. и била четврта од 12 учесница.